# Waldemar Zboralski
Waldemar Zboralski, né le 4 juin 1960 à Nowa Sól (Pologne), est un militant polonais des droits des homosexuels et homme politique engagé à gauche. 

## Éléments biographiques
Après le lycée, Waldemar Zboralski a intégré un séminaire à Cracovie, qu'il a quitté pour commencer des études d'infirmier.
Il a été l'une des victimes de l'opération Hyacinthe (Akcja Hiacynt, action organisée par les pouvoirs polonais dans les années 1985-1987 qui visait à constituer une base de données sur des personnes LGBT en Pologne),.
Le 12 octobre 2007, il a pu formaliser la relation avec son partenaire au Royaume-Uni – c'était le premier couple gay polonais qui a pu le faire en Angleterre. Le couple a été présenté dans le documentaire de Robert Gliński intitulé Homo.pl. Depuis son départ au Royaume-Uni, il continue à travailler en tant qu'infirmier gériatrique.

## Activités politiques et LGBT
Il a été l'un de trois fondateurs du Warszawski Ruch Homoseksualny (Le mouvement homosexuel de Varsovie), qu'il a dirigé dans les années 1987-1988. Selon Krzysztof Tomasik, auteur d'un livre consacré à l'histoire LGBT en Pologne avant 1989 (Gejerel. Mniejszości seksualne w PRL-u), Zboralski a été un « Wałęsa gay », un « spiritus movens du mouvement des homosexuels à Varsovie ». Le mouvement visait d'une part à construire un endroit de rencontre pour les gays, mais il s'est de suite intéressé à des problèmes de santé qui pourraient concerner la population homo en particulier (IST notamment).
En 1992, il a soulevé, pour la première fois dans la presse nationale, la question de la possibilité d'un partenariat civil enregistré pour les couples homosexuels en Pologne. À partir de 1992, il a collaboré avec plusieurs journaux polonais (Inaczej, Gazeta Nowosolska, Fakty i Mity), en publiant en particulier sur des questions LGBT. L'image de son couple a servi d'exemple dans des campagnes menés en Pologne en faveur des partenariats civils.
Il a été membre, dans les années 2002-2005, du parti politique Raison de la gauche polonaise, et après y avoir exercé plusieurs fonctions au niveau local, il a été candidat au Parlement européen,,. En 2003, il a été le premier membre d'honneur de la Kampania Przeciw Homofobii (Campagne contre l'homophobie),. En 2005, il a intégré l'Union de gauche et a été candidat aux élections parlementaires en 2005 (sur la liste de l'Alliance de la gauche démocratique).